# Matsudaira Muneakira
Matsudaira Muneakira est un nom japonais traditionnel ; le nom de famille (ou le nom d'école), Matsudaira, précède donc le prénom (ou le nom d'artiste).
Matsudaira Muneakira (松平 宗発, 10 août 1782-20 septembre 1840) est un daimyo japonais de l'époque d'Edo qui dirige le domaine de Miyazu.